# Cicindela arenicola
Cicindela arenicola este o specie de insecte coleoptere descrisă de Rumpp în anul 1967. Cicindela arenicola face parte din genul Cicindela, familia Carabidae. Această specie nu are alte subspecii cunoscute.